# Gholamalí Haddad Adel
Gholamalí Haddad Adel (en grafía persa, غلامعلی حداد عادل; Teherán, 9 de mayo de 1945) es un político iraní. Miembro del Consejo de Discernimiento de la Conveniencia del Estado, fue entre 2004 y 2008 el primer presidente no ulema de la Asamblea Consultiva Islámica. 
Haddad Adel es presidente de la Academia de la Lengua y Literatura Persa desde 2008.

## Formación académica
Gholamalí Haddad Adel cursó estudios de doctorado de Filosofía en la Universidad de Teherán en 1975. Anteriormente había estudiado Física en esta universidad y en la Universidad de Shiraz (entonces, Universidad Pahlaví). Entre 1972 y 1978 enseñó Filosofía, Historia de la ciencia, Historia de la filosofía occidental e Historia de la filosofía islámica en la Universidad Tecnológica Aryamehr (hoy Sharif). En 1985 defendió su tesis doctoral sobre la metafísica kantiana. Desde entonces enseña Filosofía occidental en la Universidad de Teherán, hasta la actualidad (2013).

## Actividad política

### Enépoca Pahlaví
En 1971, Haddad Adel fue —junto a su hermano Mayid— una de 44 personas vinculadas al Movimiento de Liberación de Irán (en persa نهضت آزادی, Nehzat-e Azadí) arrestadas y detenidas durante 66 días por complotar para sabotear los fastos de celebración de 2.500 años del  Imperio Persa en Persépolis. Los detenidos emitieron desde la cárcel un comunicado en nombre del Movimiento de Muyahidines del Pueblo de Irán (نهضت مجاهدین خلق ایران, Nehzat-e Moyahedín-e Jalq-e Irán) y, al ser liberados en diciembre del mismo año, constituyeron el núcleo fundador de la organización del mismo nombre.

### Tras laRevolución de 1979
Después de servir como viceministro del ministerio de Difusión y Turismo en el gobierno interino (1979-1980), se empleó durante 11 años en el ministerio de Educación, dirigiendo la conversión en tres años de todos los libros de texto escolares de la época Pahlaví.
Formó igualmente parte, en los primeros años de la República Islámica, de un consejo de dirección de la radiotelevisión estatal, compuesto por ocho personas.
A mediados de los años 90, se centra de nuevo en la actividad académica y universitaria. Preside de manera interina la Academia de la Lengua y Literatura Persa; dirige la Fundación de la Enciclopedia Islámica; instituye los estudios de Cultura y Comunicaciones en la universidad Emam Sadeq; enseña en las escuelas teológicas de Qom; y dirige el departamento de Historia de la ciencia de la Universidad de Teherán, entre otras actividades. Fue a principios de los 90 el primer enseñante laico del Instituto Educativo y de Investigación Imam Jomeini, fundado por el ayatolá Mesbah Yazdí.
En 2000, Haddad Adel fue elegido diputado en la Asamblea Consultiva Islámica por la circunscripción de Teherán y presidió el grupo parlamentario de oposición fundamentalista (en persa اصولگرا osulgará, «principialista») a la mayoría reformista. En las elecciones siguientes (2004), Haddad fue reelegido en primera posición entre los representantes de Teherán y elegido por los parlamentarios presidente de la asamblea. A finales de esta legislatura fue designado como alto consejero del Líder Supremo de Irán, el ayatolá Seyyed Alí Jameneí.
El 15 de febrero de 2011, al día siguiente de manifestaciones en apoyo a la Primavera Árabe y de protesta contra el gobierno de Irán convocadas por el ex primer ministro Mir Hosein Musaví y el expresidente del parlamento Mehdí Karrubí, Haddad Adel pronunció un discurso en la Asamblea en que atacó a los líderes contestatarios, entre gritos de parte de los parlamentarios que reclamaban la ejecución de Musaví, Karrubí (que desde el día de la manifestación quedaron en arresto domiciliario pendiente de juicio) y del expresidente Mohammad Jatamí.

Ellos se habían pensado que resultarían ganadores en cualquier caso, porque darían a los medios de comunicación del enemigo el alimento necesario para la propaganda contra la República Islámica, pero nosotros les decimos: «en cualquier caso, ustedes han sido y son los perdedores»
Gholamalí Haddad Adel en la Asamblea de Consulta Islámica, 15 de febrero de 2011.

En 2012, tras ser reelegido diputado, Haddad Adel se postuló nuevamente para presidir el parlamento iraní, pero fue Alí Lariyaní quien logró retener el cargo.
En 2013, Haddad Adel fue uno de los ocho candidatos a la presidencia de Irán en la elección presidencial de Irán de 2013 pero retiró su candidatura antes de la primera vuelta.

## Vida personal
Zahrá Haddad Adel, segunda hija de Gholamalí Haddad Adel, está casada con Seyyed Mochtabá Jameneí, segundo hijo de Seyyed Alí Jameneí, jefe del estado iraní. Este parentesco infunde la creencia en una relación de estrecha confianza y apoyo político del ayatolá Jameneí a Gholamalí Haddad Adel.